# Christianna Brand
Christianna Brand, geboren Mary Christianna Milne (Malaya, 17 december 1907 - 11 maart 1988), was een Brits schrijver van misdaad- en kinderboeken.

## Biografie
Christianna Brand werd geboren als Mary Christianna Milne in Malaya, maar bracht het grootste deel van haar jeugd door in Engeland en India. Ze had een aantal verschillende beroepen, waaronder model, danseres, winkelbediende en gouvernante. Brand schreef ook onder de pseudoniemen Mary Ann Ashe, Annabel Jones, Mary Brand, Mary Roland en China Thompson. Brand was van 1972 tot 1973 voorzitter van de Crime Writers' Association.
Haar eerste roman, Death in High Heels, werd geschreven terwijl Brand als verkoopster werkte en zich in haar fantasieën ontdeed van een vervelende collega. In 1941 maakte een van haar meest geliefde personages, inspecteur Cockrill van de politie van Kent, zijn debuut in het boek Heads You Lose. Het personage zou in zeven van haar romans verschijnen. Green for Danger is Brands beroemdste roman. Deze whodunit, die zich afspeelt in een ziekenhuis tijdens de Tweede Wereldoorlog, werd in 1946 verfilmd door Eagle-Lion Films, met in de hoofdrol Alastair Sim als de inspecteur. Ze stopte met de deze boekenreeks eind jaren 1950 en concentreerde zich op verschillende andere genres en korte verhalen. Ze werd drie keer genomineerd voor de Edgar Awards: voor de korte verhalen Poison in the Cup (EQMM, februari 1969) en Twist for Twist (EQMM, mei 1967) en voor een non-fictiewerk over een Schotse moordzaak, Heaven Knows Who (1960). Ze is de auteur van de kinderboekenreeks Nurse Mathilda, door Emma Thompson geadapteerd voor de film Nanny McPhee (2005).

### Boeken

#### Als Christianna Brand

##### Inspector Charlesworth-reeks
- Death in High Heels (1941)
- The Rose in Darkness (1979)

##### Inspector Cockrill-reeks
- Heads You Lose (1941)
- Green for Danger (1944)[3]. Als serie onder de naam Danger List uitgebracht in de Verenigde Staten.
- Suddenly at His Residence (Amerikaanse titel: The Crooked Wreath) (1946)[4]. Als serie onder de naam  One of the Family uitgebracht in de Verenigde Staten.
- Death of Jezebel (1948)
- London Particular (Amerikaanse titel: Fog of Doubt) (1952)
- Tour de Force (1955)
- The Spotted Cat and Other Mysteries from Inspector Cockrill's Casebook (Crippen & Landru, 2002)

##### Inspector Chucky-reeks
- Cat and Mouse (1950)[5]

##### Losse werken
- The Three Cornered Halo (1957)
- Court of Foxes (1969)
- The Honey Harlot (1978)
- The Brides of Aberdar (1982)

##### Collecties
- What Dread Hand? (1968): 
  - The Hornets' Nest (Inspector Cockrill)
  - Aren't Our Police Wonderful?
  - The Merry-Go-Round
  - Blood Brothers (Inspector Cockrill)
  - Dear Mr Editor ...
  - The Rose
  - Akin to Love ... 
  - Death of Don Juan
  - Double Cross
  - The Sins of the Fathers ...
  - After the Event
  - Death of a Ghost
  - The Kite
  - Hic Jacet ...
  - Murder Game
- Brand X (1974)[6]
  - The Niece from Scotland
  - A Miracle in Montepulciano (essay)
  - Such a Nice Man
  - I Will Repay
  - How the Unicorn Became Extinct (essay)
  - The Kite
  - Charm Farm
  - A Bit of Bovver
  - The Blackthorn
  - The Hilltop
  - How Green Is My Valley! (essay)
  - Bless This House
  - Spring 1941 (essay)
  - Murder Hath Charms
  - An Apple for the Teacher (essay)
  - Pigeon Pie
  - Madame Thinks Quick
  - The Scapegoat
- Buffet for Unwelcome Guests (1983)
  - After the Event (Inspector Cockrill)
  - Blood Brothers (Inspector Cockrill)
  - The Hornet's Nest (Inspector Cockrill)
  - Poison in the Cup
  - Murder Game
  - The Scapegoat
  - No More a-Maying ...
  - The Niece from Scotland
  - Hic Jacet ...
  - The Merry-Go-Round
  - Upon Reflection
  - From the Balcony ...
  - Bless This House
  - Such a Nice Man
  - The Whispering
  - The Hand of God
- The Spotted Cat and Other Mysteries from Inspector Cockrill's Casebook (2002):
  - Inspector Cockrill (essay)
  - After the Event (Inspector Cockrill)
  - Blood Brothers (Inspector Cockrill)
  - The Hornet's Nest (Inspector Cockrill)
  - Poison in the Cup (Inspector Cockrill)
  - The Telephone Call (Inspector Cockrill)
  - The Kissing Cousin (Inspector Cockrill)
  - The Rocking-Chair (Inspector Cockrill)
  - The Man on the Roof (Inspector Cockrill)
  - Alleybi (Inspector Cockrill)
  - The Spotted Cat (Inspector Cockrill)

##### Kinderboeken
- Welcome to Danger (1949) ook gepubliceerd als Danger Unlimited
- Nurse Matilda-reeks
  - Nurse Matilda (Leicester: Brockhampton Press, 1964), geïllustreerd door Edward Ardizzone[7]
  - Nurse Matilda Goes to Town (Leicester: Brockhampton Press, 1967), geïllustreerd door Edward Ardizzone[8]
  - Nurse Matilda Goes to Hospital (Leicester: Brockhampton Press, 1974), geïllustreerd door Edward Ardizzone[9]

#### Als Mary Roland
- The Single Pilgrim (1946)

#### Als China Thompson
- Starrbelow (1958)

#### Als Annabel Jones
- The Radiant Dove (1975)

#### Als Mary Ann Ashe
- Alas, for Her That Met Me! (1976)
- A Ring of Roses (1977)

### Niet gepubliceerde werken
- Take off the Roof
- Jape de Chine of The Chinese Puzzle (Cockrill)

### Non-fictieboeken
- Heaven Knows Who (1960)

### Verhalenbundels

#### Als Mary Brand
- Dance Hostess (The Star, 8 april 1939)
- Gloria Walked down Bond Street (The Tatler, 1939)

#### Als Christianna Brand
- Shadowed Sunlight (Woman, 7 juli tot 11 augustus 1945)
- Hibiscus Blooms Again
- Mother. (Woman, 17 januari 1959)
- Grandad (Woman, 24 October 1959)
- The Right Man for Tilly (Woman, 12 mei 1960)
- Someone to Love (Woman, 1 oktober 1960)
- To Remember with Tears (Woman, 3 mei 1962)
- White Wedding (Woman, 19 mei 1962)
- Cloud Nine, gepubliceerd in Verdict of Thirteen: A Detection Club Anthology (1979)
- Over My Dead Body (Ellery Queen's Mystery Magazine, augustus 1979)
- A Piece of Cake (Ellery Queen's Mystery Magazine, januari 1983)
- And She Smiled at Me (Ellery Queen's Mystery Magazine, mei 1983)
- To the Widow (The Saint Magazine, juni 1984)
- Bank Holiday Murder. (Ellery Queen's Mystery Magazine, september/oktober 2017)
- Cyanide in the Sun (Daily Sketch), augustus 1958. Een bewerkte versie werd gepubliceerd in de bloemlezing, The Realm of the Impossible (2018)
- The Rum Punch, gepubliceerd in Bodies from the Library, bewerkt door Tony Medawar (2018)

### Ongepubliceerde korte verhalen
- The Dead Hold Fast (Inspector Charlesworth)
- Inquest
- The Little Nun
- The Mermaid
- Murder by Dog
- The Murder Man
- The Codicil

### Korte non-fictieverhalen

#### Als Christianna Brand
- Ball or Skein (The Times), 16 februari 1944 (anoniem gepubliceerd)
- The Detective Story Form (Press and Freelance Writer and Photographer, augustus 1950)
- May I Introduce Myself? (Ellery Queen's Mystery Magazine, Japanse editie, maart 1983)
- Famous Writers I've Known in the Long Ago Past (Ellery Queen's Mystery Magazine, Japanse editie, juli 1983)